# Climacteris
Genre
Synonymes
- Climacterobates Schodde & Mason, 1999[2]
- Climateris Ranzani, 1822[2]
- Neoclima Mathews, 1912[2]
- Whitlocka Mathews, 1912[2]

Climacteris est un genre de passereaux de la famille des Climactéridés. Il se trouve à l'état naturel en Australie,,,,.

## Liste des espèces
Selon la classification de référence du Congrès ornithologique international (version 6.4, 2016) :
- Climacteris affinis Blyth, 1863 — Échelet à sourcils blancs
  - Climacteris affinis affinis Blyth, 1863
  - Climacteris affinis superciliosus North, 1895
- Climacteris erythrops Gould, 1841 — Échelet à sourcils roux
- Climacteris melanurus Gould, 1843 — Échelet à queue noire
  - Climacteris melanurus melanurus Gould, 1843
  - Climacteris melanurus wellsi Ogilvie-Grant, 1909
- Climacteris picumnus Temminck, 1824 — Échelet brun, Échelet picumne
  - Climacteris picumnus melanotus Gould, 1847
  - Climacteris picumnus picumnus Temminck, 1824
  - Climacteris picumnus victoriae Mathews, 1912
- Climacteris rufus Gould, 1841 — Échelet roux